# Ponte San Paolo
Ponte San Paolo, noto anche come ponte ferroviario San Paolo, è un ponte attraversato dalle linee ferroviarie regionali FR1, FR3, FR5 e dalla ferrovia Tirrenica, a Roma, nel rione Testaccio e nei quartieri Ostiense e Portuense.

## Descrizione
Ponte San Paolo fu costruito tra il 1907 e il 1910; prende nome dalla vicina basilica di San Paolo fuori le Mura. Di proprietà delle Ferrovie dello Stato, fu realizzato dall'Impresa Allegri, riutilizzando parte del materiale ricavato dalla demolizione del tratto di mura Aureliane che interferiva con il nuovo tracciato ferroviario. Ha sostituito il vicino ponte dell'Industria (un tempo adibito alla viabilità ferroviaria e attualmente riservato a pedoni e mezzi motorizzati).
Presenta tre arcate in muratura ed è lungo circa 101 metri.

## Trasporti
|  | È raggiungibile dalle stazioni di Roma Trastevere e Roma Ostiense. |